# Al-Khalid
Al-Khalid (MTB 2000) je tank vyvinutý a vyráběný ve spolupráci Číny a Pákistánu.
Ovládání zajišťuje tříčlenná posádka s 125mm dělem. Přebíjení je automatické, tank využívá moderní řízení palby s integrovaným nočním viděním. Pojmenován byl po muslimském generálovi Chálid ibn al-Valídovi. První sériově vyrobený model byl zaveden do služby Pákistánské armády v roce 2001. Celkem je v plánu dodat 600 kusů.